# Danza de las lanzas

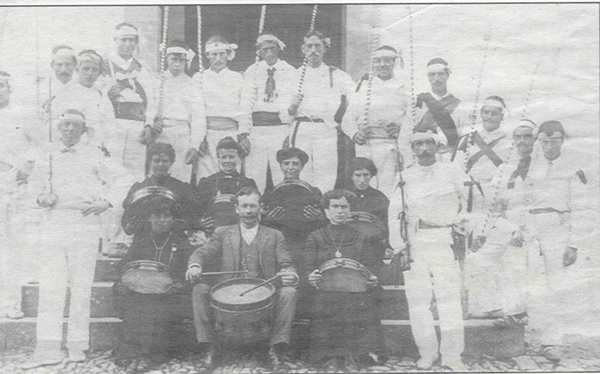
Danzantes y músicos en la danza de las lanzas de Ruiloba en 1925.

La danza de las lanzas es una de las muestras del folclore de Cantabria con más arraigo en la región, que tiene su origen en el siglo XVI. Se trata de un baile que se celebra en honor a la patrona de Ruiloba, la Virgen de los Remedios, el 2 de julio, día de su festividad.
En la danza participan veintiún hombres entre los que destaca uno de ellos, el pelotero, quien provisto de un bastón de mando lidera el grupo en el centro, mientras el resto realiza una danza usando unos palos largos, las lanzas, según la orden del rabonero o zaguero, quien indica las variantes de la danza empleando unas castañuelas.
Matilde de la Torre se inspiró en esta danza para la recreación de la baila de Ibio.